# Sphenocratus lukjanovitshi
Sphenocratus lukjanovitshi är en insektsart som först beskrevs av Kusnezov 1933.  Sphenocratus lukjanovitshi ingår i släktet Sphenocratus, och familjen Dictyopharidae. Inga underarter finns listade.